# Schloss Riglasreuth

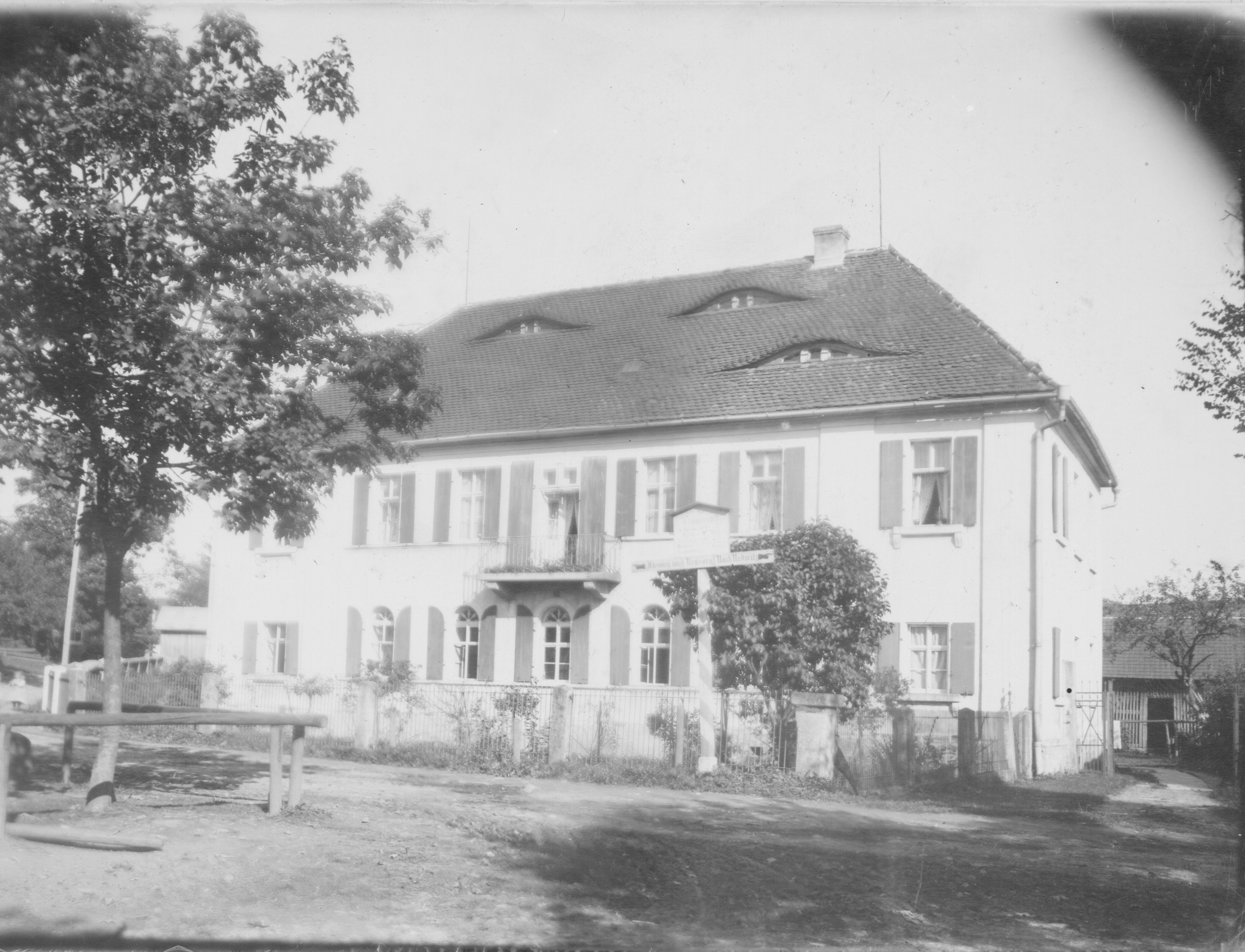
Historische Aufnahme um das Jahr 1888

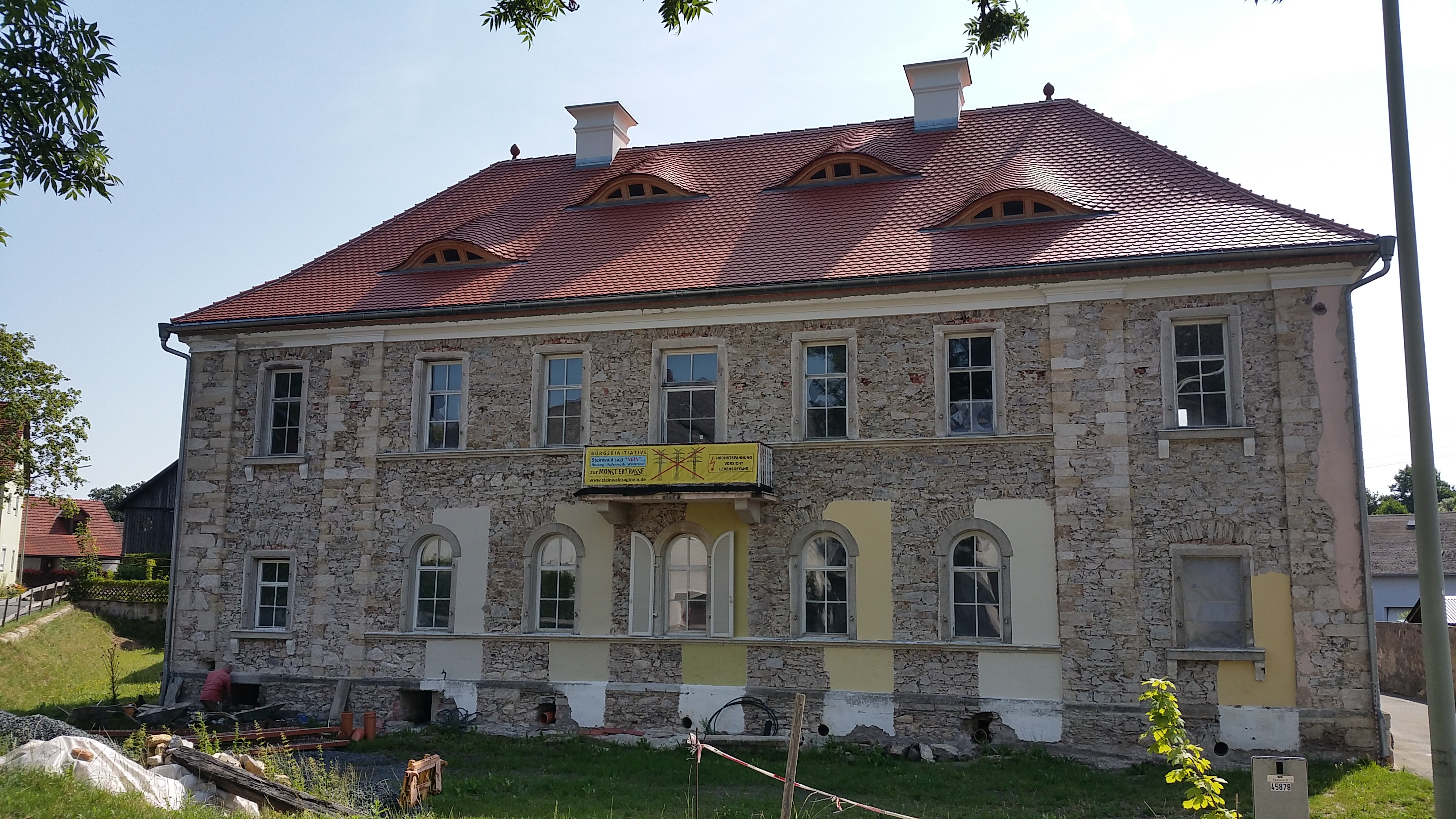
Ansicht Westseite Schloss Riglasreuth

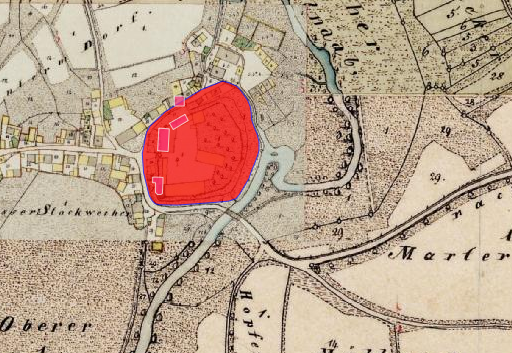
Lageplan von Schloss Riglasreuth auf dem Urkataster von Bayern

Das denkmalgeschützte Schloss Riglasreuth liegt in Riglasreuth, einem Ortsteil der Oberpfälzer Gemeinde Neusorg im Landkreis Tirschenreuth (Riglasreuth 51). Die Anlage wird als Bodendenkmal unter der Aktennummer D-3-6037-0013 im Bayernatlas als „archäologische Befunde im Bereich des ehem. Schlosses von Riglasreuth, zuvor mittelalterliche Burg“ geführt. Ebenso ist sie unter der Aktennummer D-3-77-143-3 als denkmalgeschütztes Baudenkmal von Riglasreuth verzeichnet.

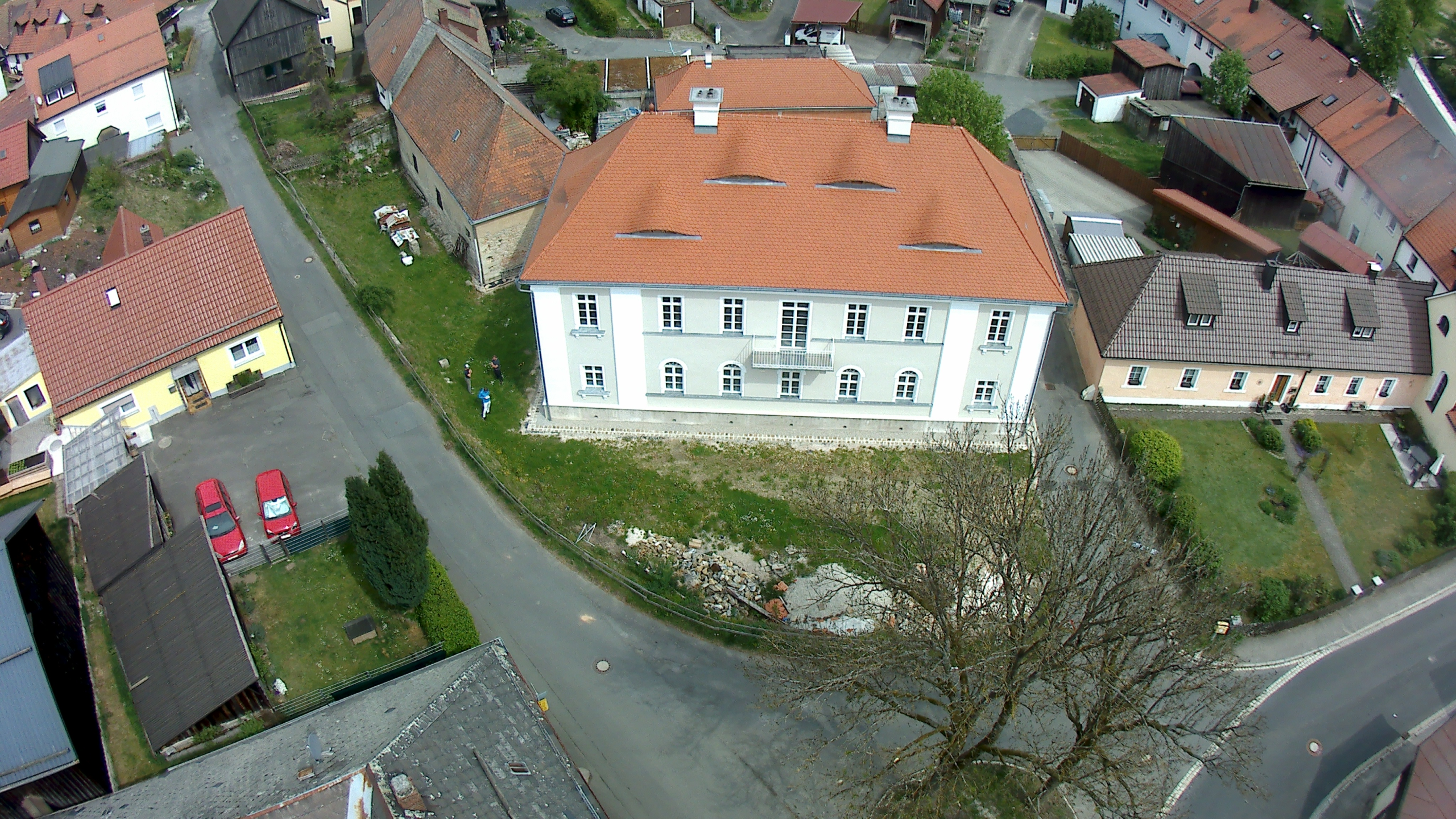
Luftaufnahme April 2020

## Geschichte
Der Ort wurde als Riglsreuth um 1200 in einer Urkunde des Klosters Reichenbach erstmals genannt. Die dortige Burg wurde 1283 bei einem Verkauf des Dorfes durch die Landgrafen von Leuchtenberg an Herzog Ludwig von Bayern zumindest indirekt erwähnt. In späteren Urkunden heißt es, dass nur das halbe Dorf an die Wittelsbacher verkauft worden sei. Nach dem Hausvertrag von Pavia von 1329 gelangte Riglasreuth an die „Pfalz zu Bayern“, die spätere Obere Pfalz. 1348 verkauften die Trautenberger die Hälfte von Riglasreuth, die ihr freies Eigen war, an das Kloster Speinshart. Im Jahr 1407 verkaufte Rüger Theuerner zu Theuern die Burg mit den dazugehörigen Besitzungen dem Hans von Mengersreuth. Ein „Heinrich Mengelsreuter“ wurde 1412 genannt und 1416 ein „Matheis von Meingosrewt zu Rigelrewt“, der mit der Stadt Nürnberg einen Öffnungsvertrag abschloss. Dies war für die Nürnberger Kaufleute insofern wichtig, als durch Riglasreuth die Altstraße von Nürnberg nach Eger verlief. Im Jahr 1512 wurde „Endres von Mengersreuth zu Riglasreuth“ als Besitzer der Burg genannt, der auch in den pfälzischen Landsassenmatrikeln von 1518 auftauchte. Das Gut blieb bis 1650 im Besitz der Mengersreuther, dann kam es an Georg Druckmüller, 1659 an die Familie Böhm und 1663 an Georg von Brodeis. Das Hammerwerk ging 1700 an die Hammermeisterfamilie Schreyer über, war aber 1710 wieder bei den Brodeis. Das Gut wurde 1776 an Franz Bernhard von Hirschberg versteigert. Besitzer ab 1845 war Ritter Karl von Haubner, der mit einer Geborenen von Hirschberg verheiratet war. Nach dem Tod seiner Gemahlin und seiner Tochter verkaufte er es 1866 an den bayerischen König. Aufgrund der großen Waldbesitzungen wurde es fortan als königliches Forstamt genutzt.

## Schloss Riglasreuth heute
Das Schloss steht als Niederungsburg am Westrand des gleichnamigen Ortes am Übergang der alten Egerstraße über die Fichtelnaab in einer Flussschleife. Ein Großbrand vernichtete 1849 große Teile, einen Neuaufbau in klassizistischer Manier besorgte Ritter Karl von Haubner. Das Gebäude wurde um 1920 nach einem weiteren Feuer nochmals umgebaut.
Der im Katasterplan von 1840 erkennbare Bering bildete ein unregelmäßiges Vieleck, das auf einer Seite dem Flussverlauf angepasst war. Innerhalb und an der Mauer waren mehrere Gebäude vorhanden, wobei das Hauptgebäude am Ort der abgebrannten Burg steht. Südlich des Hauptgebäudes liegt der Haupteingang zu dem Schloss. In der Südwestecke des Berings steht die St.-Wolfgangs-Kapelle, die 1543 erbaut worden sein soll. Sie wurde nach dem Brand von 1849 neu errichtet. Innerhalb des Berings befanden sich Wirtschaftsgebäude, von denen eines als Remise noch erhalten ist. Dieses Nebengebäude ist ein eingeschossiger, verputzter Massivbau mit einem einseitig abgewalmten Satteldach, an das sich Reste der Burgmauer anschließen. Im Übrigen folgen die heute dort vorhandenen Häuser der früheren Burgmauer bzw. dem vorhandenen Wassergraben um die Anlage.
Das ehemalige Schloss wurde als Forstamt und wird heute als Wohnhaus verwendet. Es ist ein zweigeschossiger Bruchsteinbau mit einem Walmdach und zehn neuen Fledermausgauben. Gerald Braun, Architekt und heutiger Besitzer, ist dabei, das Schloss aufwändig zu renovieren. Im Keller wurden u. a. die Gewölbe von Schloss Riglasreuth freigelegt, was für das Gebäude sehr wichtig ist, da damit die aufsteigende Nässe durch Entlüftung abgehalten werden kann. Durch die Verfüllung der Keller in den 1960er Jahren waren große Schäden durch aufsteigende Nässe entstanden.